# Dicranomyia (Dicranomyia) pennifera
Dicranomyia (Dicranomyia) pennifera is een tweevleugelige uit de familie steltmuggen (Limoniidae). De soort komt voor in het Neotropisch gebied.